# Arturo Castañeda Cid
Arturo Castañeda Cid es un culturista español. Nació en el 10 de octubre de 1973.
Altura: 1,70 m
Peso en competición: Menos de 87 kg. 
Empezó a entrenar desde los 16 años. En un principio, se dedicaba al atletismo; sin embargo, cambió de opinión al descubrir su gusto por levantar pesas. Además de su actividad deportiva, es profesor de educación física en un iES de la provincia de La Coruña, hijo de Mario Castañeda.
Era marido de Eva María De Labra, Directiva de la Federación Galega de Culturismo que falleció de una parada cardiorrespiratoria el 10 de mayo de 2018, a los 36 años, tras una intervención quirúrgica.

## Palmarés
- 1996: Campeón de Galicia y norte de España peso ligero IFBB
- 1998: Campeón de España en peso medio-ligero IFBB
- 2000: Campeón de España en peso medio-ligero IFBB
- 2000: Campeón del mundo  en peso ligero
- 2003: Subcampeón de España en peso medio-pesado IFBB
- 2003: Subcampeón del mundo en peso medio-ligero
- 2005: Campeón de España en -87,5 kg y en el absoluto IFBB; 2º puesto en Open Fit Form.
- 2005: Campeón del mundo en medio-pesado
- 2007: Subcampeón Open Aminostar.
- 2007: Subcampeón Open Fidel Solsona
- 2007: 5º puesto en el absoluto del trofeo internacional Due Torri
- 2008: Campeón del Arnold Classic Amateur
- 2008: Subcampeón Open Petrel
- 2008: Campeón Open Parla
- 2008: Campeón Open Olympus
- 2008: Campeón Open Huelva
- 2008: Subcampeón World elite tour Almería
- 2008: Subcampeón Open Pedro Villa
- 2008: Subcampeón Open Costa Canaria
- 2008: Subcampeòn de los pesos pesados del Ironbaby Show
- 2008: 3º puesto Open Aminostar.

- Datos: Q5707166